# پیاندیملتو
پیاندیملتو (به ایتالیایی: Piandimeleto) یک کومونه در ایتالیا است که در استان پزارو و اوربینو واقع شده‌است. پیاندیملتو ۴۰٫۰ کیلومتر مربع مساحت و ۲٬۱۵۰ نفر جمعیت دارد و ۳۱۹ متر بالاتر از سطح دریا واقع شده‌است.